# Khosrô II de Parthie
Ne doit pas être confondu avec Khosro II.
Khosrô II de Parthie ou Osroès II de Parthie Prétendant au trône de Grand-Roi des Parthes vers 190/191

## Contexte
Il est absent  des sources historiques et connu uniquement par ses émissions monétaires  qui sont en général de mauvaise facture. Les dates de son règne semblent démontrer qu'il doit  être un usurpateur  révolté contre l'autorité de Vologèse IV à la fin du très long règne de ce monarque parthe mais qui est incapable de se maintenir 
contre Vologèse V (191-207) Ses drachmes frappées à Ecbatane en Médie  indiquent qu'il devait contrôler cette région . Il a été replacé dans la chronologie des rois Parthes entre les règnes de Vologèse IV et Vologèse V (147-191) à cause de la parenté qui existe entre ses monnaies et celles de son prédécesseur, puis de son successeur.

## Sources
- (en) Sellwood, David (1983). "Parthian Coins". In Yarshater, Ehsan (ed.). The Cambridge History of Iran, Volume 3(1): The Seleucid, Parthian and Sasanian Periods. Cambridge: Cambridge University Press. p.  279–298.  (ISBN 0-521-20092-X).